# Antiperonismo

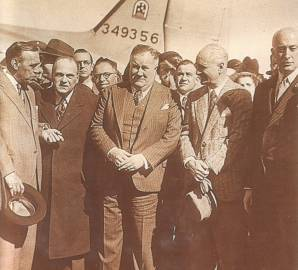
Spruille Braden, embaixador estadunidense, um dos principais impulsores do antiperonismo.

O antiperonismo é uma posição política que se caracteriza por uma categórica oposição ao peronismo, o movimento político criado na Argentina por Juan Domingo Perón.
Em 1955 a partir de uma expressão usada em um programa humorístico, começou a chamar de “gorilas” aos antiperonistas, com um sentido elogioso. Com o decorrer dos anos o termo também começou a ser utilizado por peronistas e não-peronistas, mas com um sentido depreciativo.

## Origem
O antiperonismo surgiu como reação de vários setores da população argentina contra a ascensão do coronel Juan Domingo Perón quando se desempenhava como secretário de Trabalho e Previsão, secretário de Guerra e vice-presidente de fato durante a ditadura surgida da Revolução de 1943.
O governo de 1943-1946 esteve integrado por grupos de diferentes ideologias; em particular Perón, liderou um grupo que foi se consolidando durante esse período, integrado pela maior parte dos sindicatos socialistas (Partido Socialista Argentino) e sindicalistas revolucionários que impulsionavam uma inovadora política de direitos trabalhistas e desenvolvimento industrial e que ganhou a simpatia de amplos setores populares social e etnicamente discriminados.
Na contramão do peronismo de Perón e dos sindicatos que o apoiavam se foi constituindo outro grupo heterogêneo que se definiu como antiperonista em meados de 1945. O embaixador estadounidense em Argentina, Spruille Braden, em 1945 apoiou o movimento antiperonista promovendo uma ampla coalizão integrada por partidos políticos de esquerda e de direita, o movimento estudiantil, e as organizações empresariais. Os Estados Unidos impulsionaram o antiperonismo através de seu embaixador como resposta à política de desenvolvimento industrial, ao fortalecimento do sindicalismo e dos direitos trabalhistas e à postura neutra mantida pela Argentina durante grande parte da Segunda Guerra Mundial, sustentada tanto pelo governo da Concordância entre 1939 e 1943), como durante a Revolução de '43 entre 1943 e 1944.
No final de 1945, a União Democrática —constituída por um grupo de partidos políticos opostos a Perón que já antes do golpe de estado de 1943 atuavam com essa denominação— formou uma frente eleitoral com esse nome integrado pela União Cívica Radical, o Partido Socialista, o Partido Comunista e o Partido Democrata Progressista e apresentou a fórmula José P. Tamborini-Enrique Mosca para candidatos a presidente e vice-presidente respectivamente para competir contra a fórmula Juan D. Perón-Hortensio Quijano apoiada pelo Partido Laborista, os sindicatos e a União Cívica Radical Junta Renovadora nas eleições presidenciais da Argentina de 1946.
A União Democrática teve como slogan de campanha "Pela liberdade, contra o nazifascismo. Tamborini - Mosca, os autênticos candidatos do povo". Poucos dias antes das eleições, Braden, impulsionou a invasão da Argentina desde a OEA,mediante uma publicação conhecida como o Livro Azul.Perón respondeu com o argumento da autodeterminação argentina frente ao imperialismo estadounidense, postura que resumiu no slogan "Braden ou Perón".
Nas eleições Perón triunfou com 52,84% dos votos, com 280.786 votos de diferença sobre a União Democrática.

### Características
A partir de 1945 o aparecimento do peronismo na Argentina produziu uma clara divisão social e política da população, entre peronistas e antiperonistas, com componentes altamente emocionais.
Em termos sociais, o antiperonismo tem uma grande raiz nos altos setores da sociedade, em que quase não há simpatizantes peronistas, e uma importante presença nas classes médias urbanas, sobretudo da Cidade de Buenos Aires.Alguns incluem a classe média no antiperonismo.
A historiadora Sílvia Sigal sustenta que para o conjunto dos intelectuais a ditadura de 1943 e a figura de Perón eram lidos exclusivamente dentro do contexto internacional que opunha aos Aliados da Segunda Guerra Mundial com o nazismo e o fascismo, e daí que:
Perón era percibido, sobre todo, como una figura del régimen militar y, dentro de éste, formando parte de la fracción de coroneles pronazis.
O antiperonismo dos intelectuais, sempre segundo Sigal, nasceu dessa percepção e não como oposição às novas políticas sociais.
A historiadora Flavia Fiorucci diz que os intelectuais  das mais diversas ideologias, desde os que se expressavam na revista  liberal estetizante Sur até os que escreviam no diário socialista La Vanguardia recusaram a Perón em sua grande maioria e que quando este iniciou seu governo o consideraram como a instauração do fascismo. Um grupo minoritário de intelectuais apoiou a Perón –integrado por nacionalistas de direita que desconfiavam do sistema democrático e da aliança de Perón com os operários e os nacionalistas populares que procuravam construir uma democracia social - entre os quais estavam quem vinham do radicalismo e o grupo FORJA, como Arturo Jauretche e Raúl Scalabrini Ortiz, ou do tango, como Enrique Santos Discépolo.
Entre os intelectuais antiperonistas encontrava-se o escritor Julio Cortazar, que refletiu esta confrontação em um famoso conto titulado "Casa Tomada" [carece de fontes?]
em sua novela El Examen, onde descreve a postura da classe média alta, os sentimentos de medo e a rejeição ante o avanço dos sectores mais postergados.
Dentro da corrente antiperonista também se envolveram grupos de inspiração corporativista, fascista, antissemita, nazista e stalinista, bem como partidários das ditaduras militares de direita latino-americanas, que tiveram especial importância durante as ditaduras autodenominadas Revolução Libertadora (1955-1958), Revolução Argentina (1966-1973) e Processo de Reordenação Nacional (1976-1983).
Ainda que Perón fosse militar e tivesse muitos militares peronistas, também o antiperonismo teve uma grande presença nas Forças Armadas, e muito especialmente na Marinha. Entre os militares que governaram o país o almirante Isaac Rojas,o general Alejandro A. Lanussey o ex general Jorge Rafael Videla,mantiveram uma estrita posição antiperonista.
Oscar Camilión, que foi Ministro de Defesa do Processo de Reordenação Nacional e do presidente peronista Carlos Menem, afirmou que o denominador comum da rejeição ao peronismo começou de 1946 em adiante e que
no eran necesariamente las ideas económicas de Perón, ni las ideas sociales, sino ciertamente su autoritarismo y la obsecuencia que habían caracterizado de un modo muy profundo su sistema.

### Léxicología
Alguns setores antiperonistas desenvolveram posições racistas de forte conteúdo emocional e grande difusão, no que se considera aos peronistas como negros, dando à palavra negro um sentido perjorativo. Também fizeram parte do léxico antiperonista expressões depreciativas como “cabecita negra”, “gordura”, ”descamisado”, ou “groncho”. Também se fez famoso o termo “aluvión zoológico”, utilizado para definir a chegada do peronismo ao poder, criado pelo deputado radical Ernesto Sammartino, quem por seus discursos nas sessões do Congresso enfrentou várias denúncias por desacato e até finalmente exiliar-se.
Nesta posição racista antiperonista destaca-se a rejeição a um amplo setor social denominado perjorativamente “cabecitas negras” e que foi uma consequência da política classista do próprio Perón ao dirigir seus discursos e acção de governo a seus "descamisados" e gerar uma divisão que atingiu a toda a sociedade argentina.
O termo cabecita negra foi aplicado para designar às pessoas que migraram a partir da década de 1930 desde as zonas rurais e mais atrasadas do país para as grandes cidades (como um êxodo rural) e em especial Buenos Aires e se incorporaram como operários industriais nas novas fábricas abertas pelo processo de industrialização, dando lugar depois às denominadas “villas” no conurbano bonaerense a partir da década de 1930. Também se criaram fenômenos similares nas zonas aledañas às demais cidades mais povoadas do país: Córdoba e Rosario principalmente. Formando assim os conglomerados denominados Grande Buenos Aires, Grande Córdoba e Grande Rosario, que são constituídos então, pela periferia destas grandes cidades. Social e culturalmente diferenciavam-se dos trabalhadores imigrantes europeus que tinham chegado à Argentina nas décadas anteriores.
O escritor Julio Cortazar em sua novela El Examen de 1950, recriou o seguinte diálogo entre um grupo de jovens antiperonistas que assistem a uma manifestação peronista na praça de Maio:
No me importan ellos -dijo Juan-. Me importan mis roces con ellos... Me jode no poder convivir, entendés. No-poder-con-vivir. Y esto ya no es un asunto de cultura intelectual, de si Braque o Matisse o los doce tomos o los genes o la archimedusa. Esto es una cosa de la piel y de la sangre. Te voy a decir una cosa horrible, cronista. Te voy a decir que cada vez que veo un pelo negro lacio, unos ojos alargados, una piel oscura, una tonada provinciana, me da asco.
A frase Viva o Câncer! (¡Viva el cáncer!), pintada nas paredes das cidades quando Eva Perón, a segunda esposa do líder peronista morria dessa doença, constituiu uma manifestação extrema do antiperonismo.
O historiador antiperonista Hugo Gambini tem questionado a veracidade desta inscrição, sustentando que não há provas de que tal grafite tivesse sido escrito. Em sentido contrário, a jornalista Patricia Sández tem relatado em um artigo titulado "Viva el cáncer, paredón y después..." e publicado no diário La Nación onde pessoalmente recolheu depoimentos que acreditam no fato.

### Partidos políticos
Com a chegada do peronismo ao poder os partidos políticos argentinos tenderam a se dividirem em um setor abertamente antiperonista e um setor mais orientado à convivência e a estabelecer acordos com o peronismo.
A União Cívica Radical dividiu-se em 1957 e o setor mais antiperonista organizou-se na União Cívica Radical do Povo (UCRP), liderada por Ricardo Balbín. O outro setor, desarrollista e proclive a um verdadeiro diálogo com o peronismo, especialmente por razões de estratégia eleitoral, foi a União Cívica Radical Intransigente (UCRI), esteve encabeçado por Arturo Frondizi, que foi Presidente com o apoio dos votos peronistas.
O conservador Partido Democrata Nacional também se dividiu entre os que mantinham uma dura posição antiperonista encabeçados por Horacio Thedy e os que não se opunham ao peronismo, encabeçado por Vicente Solano Lima.
Desse mesmo modo o Partido Socialista dividiu-se e o setor mais antiperonista, liderado por Américo Ghioldi, organizou-se como Partido Socialista Democrático.
O Partido Comunista também adoptou uma posição radicalmente antiperonista representada por Victorio Coddovila.
Ante o avanço de uma corrente interna da juventude radical progressista, Balbín preferiu concordar com seu velho inimigo. Perón tinha feito encarcerar a Balbín e o tinha expulsado da Câmara de Deputados. Balbín por sua vez tinha apoiado a Revolução Libertadora (Argentina), em 1955, a ilegalidade do peronismo e a anulação das eleições provinciais ganhadas pelo peronismo em 1962 que levaram ao derrocamento de Arturo Frondizi.
Um fato de certa importância histórica no conflito peronismo-antiperonismo foi a aliança pessoal entre 1972 e 1974 e o histórico abraço entre Ricardo Balbín e Juan Perón. O abraço entre Balbín e Perón sucedeu num momento histórico de alta violência política na Argentina, e supostamente abriu uma cultura de diálogo democrático, que se finalizou em 1983.

### Violência política
O antiperonismo está muito relacionado com a violência política que afetou à Argentina entre 1945 e 1983. O jornalista Blas García considera que "o antiperonismo foi terrorista e golpista desde sua origem".
Entre os atos de violência cometidos por grupos antiperonistas destacaram-se os atentados  realizados pelos chamados comandos civis, entre os que sobressaiu o atentado na praça de Maio do 15 de abril de 1953. Em 16 de junho de 1955 diversos grupos de militares e civis antiperonistas produziram o bombardeio de Praça de Maio assassinando mais de 300 pessoas e deixando feridas a outras 800 "Fonte:<Bombas sobre Buenos Aires: Gestación y desarollo del bombardeo aéreo sobre la Plaza de Mayo del 16 de junio de 1955, Daniel E. Cichero, p.163, Vergara Grupo Zeta, 2005.>".
Os grupos antiperonistas também participaram activamente dos golpes de Estado de 28 de setembro de 1951, e 16 de setembro de 1955 (Revolução Libertadora) e 24 de março de 1976 (Processo de Reordenação Nacional).
A autodenominada "Revolução Libertadora" iniciou uma política para "desperonizar" o país, que incluiu uma política repressiva sistêmica contra cidadãos peronistas, com fuzilamentos, detenções, demissões, discriminação política e perseguições eleitorais que continuaram até 1973. Em especial questionam-se os fuzilamentos de 1956 contra o general Juan José Vale e outros militares e civis peronistas que se tinham levantado contra a ditadura, incluindo os fuzilamentos clandestinos de José León Suárez.
Durante o autodenominado Processo de Reordenação Nacional questiona-se a política sistêmica de terrorismo de Estado.

## O termo «gorilas»
O termo fez-se popular originalmente pela sua utilização em um popular programa cômico radial da época chamado La Revista Dislocada, conduzido por Délfor Dicásolo (1920-2013) e Aldo Cammarota (1930-2002), roteirista da Revista Dislocada e ele mesmo, ativista político antiperonista, se atribuiu pessoalmente a criação do termo. Em 1985, Cammarota contou o fato numa coluna escrita para o diário Clarín:
En marzo de 1955, hice por radio (en La Revista Dislocada) una parodia de Mogambo, una película con Clark Gable y Ava Gardner, que sucedía en África. En el sketch había un científico que ante cada ruido selvático, decía atemorizado: «deben ser los gorilas, deben ser». La frase fue adoptada por la gente. Ante cada cosa que se escuchaba y sucedía, la moda era repetir «deben ser los gorilas, deben ser». Primero vino un fallido intento de golpe y luego el golpe militar de 1955. Al ingenio popular le quedó picando la pelota: «deben ser los gorilas, deben ser». Los golpistas se calzaron gustosos aquel mote.
A frase transformou-se então em um dito enormemente popular: não só provocou o aparecimento de uma canção (Devem ser os gorilas) que vendeu 60 mil cópias numa semana, sina que deixou gravada uma das palavras com mais peso simbólico da história política.
Em 1955, pouco antes da revolução cívico-militar que derrubou o presidente Perón, espontaneamente, os antiperonistas começaram a se chamar a si mesmos de «gorilas». Os militares golpistas antiperonistas da Marinha chamaram-se também a si mesmos como "gorilas". Nas eleições de 1963 o Partido da Revolução Libertadora levava como lema eleitoral: "Encha o Congresso de gorilas".
Com o passo do tempo o termo deixou de ser utilizado de modo autorreferencial, mas permaneceu como expressão muito estendida para designar aos antiperonistas, às vezes com uma significação depreciativa, e às vezes para designar uma marcada atitude antiperonista.
O termo «gorila» também foi aplicado dentro do próprio peronismo por um setor para denegrir ao outro. Assim os militantes da organização político-militar de conteúdo subversivo Montoneros que reivindicavam seu pertence ao peronismo utilizaram o canto «¿Qué pasa general que está lleno de gorilas el gobierno popular?» (O que está acontecendo general que está cheio de gorilas o governo popular?) no ato do 1° de maio de 1974 encabeçado pelo presidente Perón, enquadrando assim dentro do termo gorila a alguns peronistas integrantes do governo, entre os quais estava o Ministro de Bem-estar Social designado por Perón, José López Rega, o organizador do grupo de extermínio Triplo A.

## Historiografía antiperonista
O historiador Hugo Gambini, autor de uma extensa obra em três tomos de Historia del peronismo definiu-se como "gorila" e "antiperonista recarregado"